# Peter Gausmann

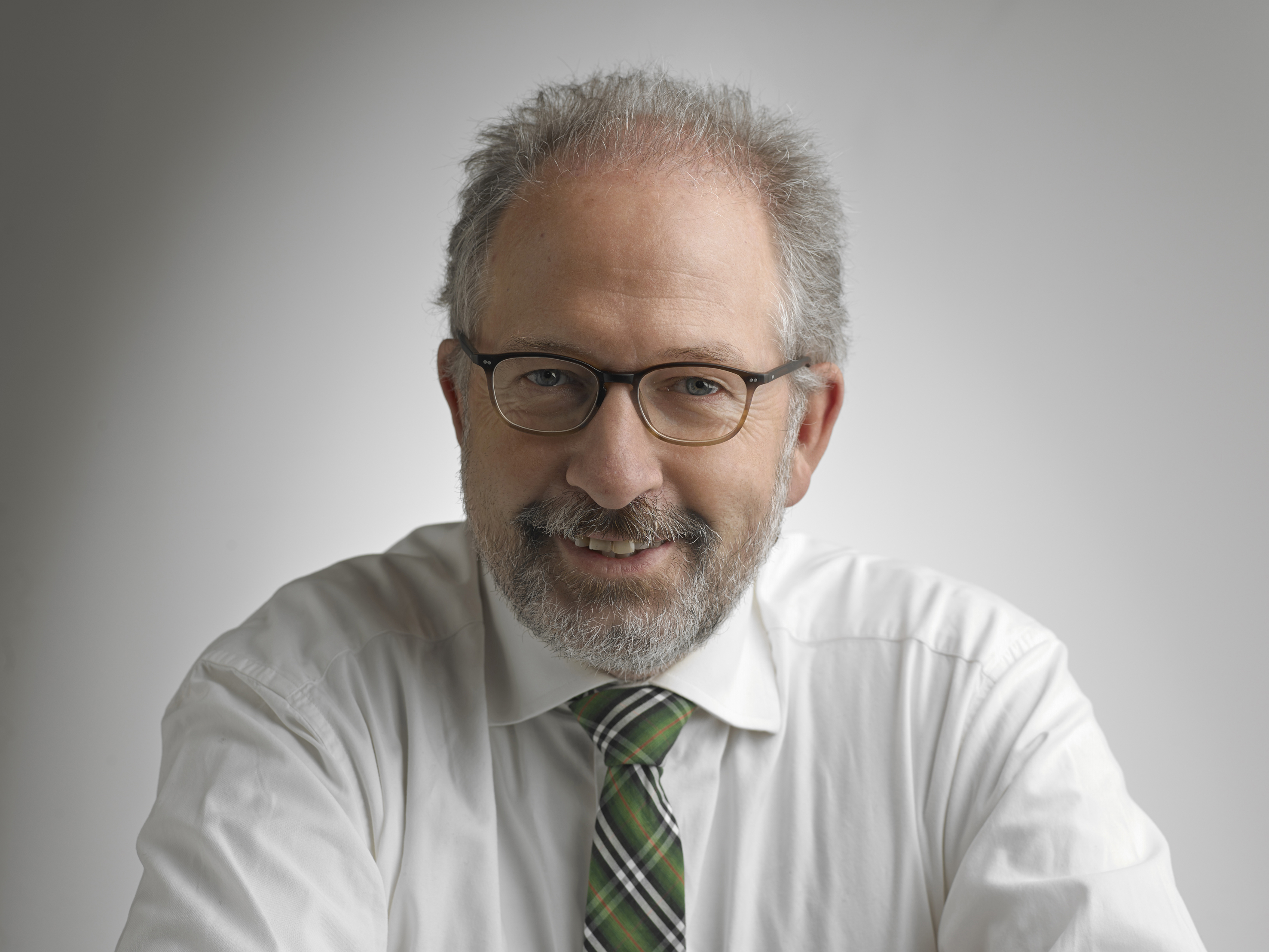
Peter Gausmann (2014)

Peter Gausmann (* 21. Oktober 1960 in Osnabrück)
ist ein deutscher Experte für Patientensicherheit und klinisches Risikomanagement. Der Betriebswirt und Pädagoge ist Geschäftsführer der Gesellschaft für Risiko-Beratung, Detmold, Ehrenprofessor der  Donauuniversität Krems und Aufsichtsrat eines norddeutschen Klinikverbundes.

## Leben
Peter Gausmann arbeitete nach einer Berufsausbildung zum Gesundheits- und Krankenpfleger in der Intensivpflege am Marienhospital Osnabrück. Einem Weiterbildungsstudium der Psychologie an der Universität Oldenburg folgte ein Pflegepädagogikstudium an der Katholischen Fachhochschule Norddeutschland und ein Betriebswirtschaftsstudium an der Hochschule Osnabrück. An der Pädagogischen Hochschule Weingarten promovierte er zum Thema Risikomanagement.
Seit 2000 ist Peter Gausmann Dozent für die Themen Patientensicherheit und klinisches Risikomanagement an verschiedenen Hochschulen, Berufsakademien und Landesärztekammern. Er ist Vorstandsmitglied des Aktionsbündnis Patientensicherheit (APS), der Plattform Patientensicherheit Österreich, Mitglied der Bundesfachkommission Gesundheitswirtschaft im Wirtschaftsrat Deutschland sowie Mitglied der Deutsch-Chinesischen Gesellschaft für Medizin (DCGM). Peter Gausmann ist Autor von Büchern, Buchbeiträgen und zahlreichen Fachartikeln zum Thema Patientensicherheit.

## Publikationen

### Bücher
- P. Gausmann, M. Henninger, J. Koppenberg (Hrsg.), (2022)  Patientensicherheitsmanagement, 2. erweiterte Auflage, Walter de Gruyter, Berlin.
- P. Gausmann, M. Henninger, J. Koppenberg (Hrsg.), (2015), Patientensicherheitsmanagement. Walter de Gruyter, Berlin.
- J. Koppenberg, P. Gausmann, M. Henninger (Hrsg.), (2010), Fokus Patientensicherheit – Fehler vermeiden, Risiken managen. ABW Wissenschaftsverlag, Berlin.
- M. Führing, P. Gausmann, (2004), Risiko-Management im DRG-Kontext. Kohlhammer, Stuttgart.

### Buchbeiträge
- Gausmann, P. (2022) Methoden des klinischen Risikomanagements, in: Debatin, J.F., Ekkernkamp A., Schulte, B., Tecklenburg, A., Krankenhausmanagement, 4. aktualisierte und erw. Auflage, Medizinisch Wissenschaftliche Verlagsgesellschaft, Berlin
- Gausmann, P. (2022) Bedeutung und Einordnung des Beschwerdemanagements in Bezug auf die Patientensicherheit, in: Gondolatsch, O., Bäuerlein M., Denker Y. Patientenorientiertes Beschwerdemanagement, Medizinisch Wissenschaftliche Verlagsgesellschaft, Berlin
- Gausmann, P. (2022) Zusammenhang, Verbindung und Abgrenzung zum Fehlermanagement bei Schäden und Einbindung der Versicherung, in: Gondolatsch, O., Bäuerlein M., Denker Y., Patientenorientiertes Beschwerdemanagement, Medizinisch Wissenschaftliche Verlagsgesellschaft, Berlin
- Gausmann. P, (2021) Handbuch OP-Management, Medizinisch Wissenschaftliche Verlagsgesellschaft, Berlin
- Gausmann, P. (2019) „Perspektive Patientensicherheit als Ziel der Regulatorik“ in: Rebscher, H.,Stoebel. J., Medizinprodukte Ökonomie der Regulatorik, Medhochzwei Heidelberg.
- Gausmann, P. (2019) „Patient Safety and Clinical Risk Management in the Age of Digitalization“ in: Pieper, U. / Steidel, A. / Werner, J.A.,  XPOMET – 360°Next Generation Healthcare  Medizinisch Wissenschaftliche Verlagsgesellschaft Berlin.
- P. Gausmann, (2018) Patientensicherheit als globale Herausforderung und lokale Aufgabe, in: Schmid, R., Schmidt, A.J. (Hrsg.) Modernes Beschaffungsmanagement im Gesundheitswesen, medhochzwei, Heidelberg.
- P. Gausmann, (2018) Patient Safety Malpractice Claims of Elderly Patients, in: 3rd Global Ministerial Summit on Patient Safety 2018, Ministry of Health, Labour and Welfare, Japan.
- P. Gausmann, (2017), Methoden des klinischen Risikomanagements, in: Debatin, J.F., Ekkernkamp A., Schulte, B., Tecklenburg, A. (Hrsg.) Krankenhausmanagement – Strategien, Konzepte, Methoden, 2. Auflage, Medizinisch Wissenschaftliche Verlagsgesellschaft, Berlin.
- P. Gausmann, P. (2017), Patient Safety Audits based on data provided by Liability Insurers. In: 2. Global Ministerial Summit an Patient Safety 2017, Federal Ministry of Health, Germany
- P. Gausmann, A. Neumayr: Risikomanagementkonzepte in Aus- und Weiterbildung. (2006) In: A. Neumayr, M. Baubin, A. Schinnerl (Hrsg.): Risikomanagement in der prähospitalen Notfallmedizin Werkzeuge, Maßnahmen, Methoden. Springer, Berlin.
- P. Gausmann, (2015), Action Areas der Weltgesundheitsorganisation zur Patientensicherheit. In: P. Gausmann, M. Henninger, J. Koppenberg (Hrsg.): Patientensicherheitsmanagement. Walter de Gruyter, Berlin.
- J. Scharf, P. Gausmann, (2015), Patientensicherheitsmarketing. In: P. Gausmann, M. Henninger, J. Koppenberg (Hrsg.): Patientensicherheitsmanagement. Walter de Gruyter, Berlin.
- P. Gausmann, (2015), Fehlervermeidungsstrategien im OP. In: M. Diemer, C. Taube u. a.: Handbuch OP-Management. Medizinisch Wissenschaftliche Verlagsgesellschaft, Berlin.
- P. Gausmann, (2015), Risikobewußtsein. In: M. Diemer, C. Taube u. a.' Handbuch OP-Management. Medizinisch Wissenschaftliche Verlagsgesellschaft, Berlin 2015.
- P. Gausmann, (2015), Risikomanagement aus Sicht der Versicherer. In: M. Diemer, C. Taube u. a.: Handbuch OP-Management. Medizinisch Wissenschaftliche Verlagsgesellschaft, Berlin.
- P. Gausmann, (2013), Methoden des klinischen Risikomanagements. In: J. F. Debatin, A. Ekkernkamp, B. Schulte, A. Tecklenburg (Hrsg.): Krankenhausmanagement – Strategien, Konzepte, Methoden. 2. Auflage. Medizinisch Wissenschaftliche Verlagsgesellschaft, Berlin.
- P. Gausmann, (2013), Sicherheit. In: A. Goepfert, C. B. Conrad: Unternehmen Krankenhaus. (= kma reader). Thieme Verlag, Stuttgart.
- P. Gausmann, (2013), H. Marung: Aufbau eines strukturierten Risikomanagements im Rettungsdienst. In: H. Moecke, H. Marung, S. Oppermann (Hrsg.): Praxishandbuch Qualitäts- und Risikomanagement im Rettungsdienst.
- P. Gausmann, (2012), Klinisches Risikomanagement. In: U. Bettig u. a. (Hrsg.): Management Handbuch Pflege. 2. Ordner, D 2500.
- P. Gausmann, Klinisches Risikomanagement. (= Kapitel 16) In: R. Schmid, J. Schmidt (Hrsg.): Beschaffung in Gesundheitseinrichtungen – Sachstand, Konzepte, Strategien. medhochzwei Verlag, Heidelberg.
- J. Koppenberg, P. Gausmann, M. Henninger, (2011), Sicherheit und Qualität in der Gesundheitsversorgung. (= Kapitel 10) In: Harrisons Innere Medizin. deutsche Übersetzung und Erweiterung. ABW Wissenschaftsverlag, Berlin.
- P. Gausmann, (2011), Sicherheits- und Risikoaudit (SRA). In: W. Zapp (Hrsg.): Risikomanagement in Stationären Gesundheitsunternehmungen: Relevanz – Gestaltung – Praxis. medhochzwei Verlag, Heidelberg.
- P. Gausmann, (2009), OP-Management. In: J. Ansorg u. a. (Hrsg.): OP-Management. Medizinisch Wissenschaftliche Verlagsgesellschaft, Berlin.
- P. Gausmann, (2009), Risikobewusstsein. In: J. Ansorg u. a. (Hrsg.): OP-Management. Medizinisch Wissenschaftliche Verlagsgesellschaft, Berlin.
- P. Gausmann, (2007), Risikomanagement und Formen der Risikoabsicherung in Krankenhäusern. In: Gesundheitsstadt Berlin. Medizinisch Wissenschaftliche Verlagsgesellschaft, Berlin.
- P. Gausmann, (2006), Risikomanagement und geplante Behandlungspfade. In: W. von Eiff (Hrsg.): Risikomanagement – Kosten-/Nutzen-basierte Entscheidung im Krankenhaus. Wikon, Wegscheid.
- P. Gausmann, (2002), Clinical Risk-Management. In: International hospital comparison. Vol. 6, Bertelsmann Stiftung/CKM.
- P. Gausmann, (1998),  Qualitäts- und Risiko-Management – Ein Weg der Krankenhäuser aus der Haftungsspirale. In: Budgetierung, haftungsrechtlicher Sorgfaltsmaßstab des Gesetzes und Handlungsbedarf am Bett des Patienten. Verlag Ecclesia, Detmold.

### Mitwirkung an Studien
- A. Breier, N. Mönch, P. Gastmeier, P. Gausmann, J. Jaklin, C. Geffers, (2011), Wie häufig kommt es wegen „Hygienefehlern“ zu Anspruchsstellungen an Krankenhäuser? Eine Analyse von Krankenhaushaftpflicht Versichererdaten. 2011.